# 神保修理
神保 修理（じんぼ しゅり、天保5年（1834年）- 慶応4年2月22日（1868年3月15日））は、江戸時代末期（幕末期）の武士。会津藩の軍事奉行添役。神保内蔵助の長男。実弟に母方の家を継いだ北原雅長（初代長崎市長。『七年史』著者）がいる。妻は会津藩士・井上丘隅の次女・雪子。修理は通称。初名は直登、諱は長輝（ながてる）という。以下本文中では｢長輝｣に統一する。

## 経歴

### 幼少時代
天保5年（1834年）、会津藩家老・神保内蔵助利孝の長子として生まれる。神保家は藩内の名門の一つであり、家禄は1,000石であった。幼少の頃より学問に秀で容姿は閑雅であったと伝えられている。藩校・日新館で勉学に励んでいた時代は、周囲から秀才と謳われた。 
長輝が多感な年代を迎えた頃、折りしも黒船来航にはじまる鎖国の終焉、更には安政の大獄、尊王攘夷運動など幕末動乱の気運が高まっていた時代であった。その影響もあり、海の向こうの異国の情勢にも目を向け、国内の小事より国をひとつにして外国に対すべし、という持論を強くもつようになっていく。

### 会津藩公用方に登用
藩主・松平容保は、各藩で行なわれている藩政改革に遅れまいと会津藩内においても人材登用と軍制改革を断行する。とくに長輝と佐川官兵衛の将来を嘱望していたとされ、藩の重役に登用する。ほどなく容保が京都守護職を拝命してのちは側近くにあって容保に随行し国事に奔走した。同じ頃、長輝の才覚にいち早く目をつけていた藩内の実力者・野村直臣の仲介で、軍学者である会津藩700石・井上丘隅の次女・雪子と婚礼を結んだ。ちなみに、井上の長女・ちか子は野村に嫁いでいるため、縁戚関係となった。
慶応2年（1866年）、容保は長輝の優れた国際感覚を買い長崎に派遣。藩兵組織と教練方法を西洋化すべく、長輝に視察を命じている。その改革によって教練を受けて生まれたのが、白虎隊である。

### 鳥羽・伏見の戦いに際して
慶応3年（1867年）10月、大政奉還によって風雲急を告げ、長輝もまた長崎から大坂へ帰還。12月の王政復古によって事態の収拾が不能となると、長輝は高揚する主戦論に対し不戦恭順論を前将軍・徳川慶喜に進言。江戸に帰り善後策を練ることを強く説いた。これにより、会津藩の内部において主戦派急先鋒である佐川官兵衛らと激しく対立した。
翌慶応4年（1868年）1月、結局戦いは避けられず、鳥羽・伏見の戦いが勃発。長輝は軍事奉行添役として会津藩の軍権を持ち出陣。しかし、旧幕府側は兵力で圧倒しながら戦況が思わしくないことに加え、旗色をうかがっていた津藩などの寝返りによって不利な状況に転じたことに慄然となり、挙句に新政府側に錦の御旗が翻り、朝敵となることを恐れた長輝は慶喜と容保に恭順を進言した。しかし折悪く、慶喜以下、容保までが長輝を残し大坂城を抜け出して江戸へ脱出したことで急速に戦意を喪失した旧幕府軍は崩壊し、あっさりと官軍に勝利をもたらす結果となった。

### 悲運の最期
総大将が前代未聞の戦線離脱をした要因は、長輝が将軍に恭順を進言したことにはじまると会津藩内で一方的に意見が上がり、ついには全藩からも鳥羽・伏見の敗戦を招いた張本人との烙印までも押されてしまった長輝は和田倉上屋敷に幽閉される。
会津藩内部では、長輝の処罰を容保に迫る動きが加速する。長輝の窮地を救おうと親交のあった旧幕臣の勝海舟は、身柄を幕府に引き渡すよう慶喜を通じて画策したが、これが裏目に出て抗戦派の怒りを買った。長輝を処断すべしと動いた有志らの陰謀により三田下屋敷に移送された長輝は容保との謁見も許されず、弁明の機会も与えられぬまま切腹を命じられた。君命と偽った命であると知りながらも、是に従うのが臣である、と潔く自刃する。「帰りこん ときぞ母のまちしころ はかなきたより 聞くへかりけり」が辞世と伝えられている。
墓は東京都港区白金台の興禅寺。諡は遺徳院殿仁道義了居士。

## 人物
- 国外事情に通じていた長輝は、後年活躍する多くの志士の思想に影響を与え、長州藩士の伊藤俊輔（後の伊藤博文）などの倒幕派の若者たちに支持されていた。たとえば坂本龍馬は長州藩支藩の長府藩士で、薩長の盟約直後に寺田屋で襲撃を受けた際の同士である三吉慎蔵に、慶応3年2月16日（1867年3月9日）に送った書簡で「長崎ニて会津の神保修理に面会。会津ニハおもいがけぬ人物ニてありたり」と長輝を高く評価している[2]。ただし、こうした志士との接触が多かったことが官軍と通じていたのではないか、という疑念を生み長輝の恭順の態度が非難されるきっかけともなったとされる。
- 自刃の前日、「一死もとより甘んず。しかれども向後奸邪を得て忠良志しを失わん。すなわち我国の再興は期し難し。君等力を国家に報ゆることに努めよ。真に吾れの願うところなり。生死君に報ず、何ぞ愁うるにたらん。人臣の節義は斃（たお）れてのち休む。遺言す、後世吾れを弔う者、請う岳飛の罪あらざらんことをみよ。」という心情を綴った詩を勝海舟に贈っている。海舟もまた、長輝の死を悲しみ貴重な逸材を失ったことを惜しんだ[3]。
- 妻・雪子との夫婦仲は周囲も羨むほど睦まじいものであったとされ、長輝も雪子に対して愛情を注ぎ周囲からも羨望の的であった。夫の自刃後、雪子もまた同年8月の会津戦争において薙刀を手に娘子隊に参加したといわれるが、父の井上丘隅から夫の後を追えと実家に迎え入れられず（実家の女性は入城せずに全員自決）、彷徨中に大垣藩兵の捕虜となり、放免を主張した土佐藩士・吉松速之助の短刀を借りて、壮絶な自決を遂げている。

## 関連作品
小説
- 修理さま雪は（著：中村彰彦）

テレビドラマ
- 三姉妹：1967年、NHK大河ドラマ（演：香川良介）
- 白虎隊：1986年、日本テレビ年末時代劇スペシャル（演：国広富之） - ドラマ前半の事実上主役として描かれた。
- 白虎隊〜敗れざる者たち：2013年、テレビ東京新春ワイド時代劇（演：萬雅之）
- 八重の桜：2013年、NHK大河ドラマ（演：斎藤工）